# Takashi Sakai
Pour les articles homonymes, voir Sakai (homonymie).
Takashi Sakai (酒井 隆, Sakai Takashi, 18 octobre 1887 – 30 septembre 1946) était un général de division dans l'Armée impériale japonaise durant la Seconde Guerre mondiale, il est connu pour sa conquête brutale de Hong Kong en 1941.

## Biographie
Sakai nait à Hara (原村) dans le district de Kamo (en), qui fait maintenant partie de Higashihiroshima. Il fait ses études à l'école préparatoire militaire de Kōbe et également à Osaka. Il est diplômé de la 20e classe de l'Académie de l'Armée Japonaise Impériale en 1908. De là, il est assigné au 28e régiment d'infanterie IJA. Il est ensuite diplômé de la 28e classe du Collège de l'Armée de Guerre (Japon). Il est promu au rang de major en 1924, puis de lieutenant-colonel en 1928.

### Carrière en Chine
Sakai est stationné à Jinan, dans la province de Shandong, en Chine, avec le 12e régiment d'infanterie IJA pendant les incidents de Jinan. Certains historiens chinois croient qu'il aurait été responsable du meurtre d'un émissaire de l'armée nommé Kuonintang durant les négociations du 4 mai 1928. Il est transféré à la garnison de Tientsin de 1929 à 1932.
En 1932, Sakai est promu colonel. On lui assigne la 5e section du renseignement militaire du deuxième bureau de l'équipe générale de l'Armée impériale japonaise, de 1932 à 1934.
En tant que chef d'état-major de la garnison de l'armée japonaise en Chine, de 1934 à 1935, Sakai déclenche une série de conflits armés, qui ont éventuellement provoqué l'armistice du gouvernement chinois et, pour l'essentiel, donné le contrôle de la province de Hebei au Japon. Il est ensuite commandant du 23e régiment d'infanterie IJA en 1936.
Sakai est promu au rang de général de brigade en 1937. On lui confie à ce moment la 28e brigade d'infanterie. Il devient par la suite général de division, en 1939. Il devient responsable du bureau de la coordination du groupe de développement asiatique à Mengjiang de 1939 à 1940. Il a aussi la responsabilité de la garnison de l'armée de Mongolie, au même moment.
On le rappelle au Japon en 1940, il devient brièvement commandant de la Garde impériale du Japon.

### Seconde Guerre mondiale
Sakai devient commandant de la 23e Armée IJA stationnée à Canton en novembre 1941.
Il reçoit l'ordre d'utiliser la 38e division de l'IJA (qui dépendait normalement du groupe d'armée expéditionnaire du Sud) et de capturer Hong Kong dans un délai de 10 jours.
Le 8 décembre 1941, quelques heures à peine après l'attaque de Pearl Harbor, les forces japonaises, commandées par Sakai et son chef d'état-major Tadamichi Kuribayashi, envahissent Hong Kong. Toutefois, l'invasion n'est pas aussi facile ou aussi rapide que la planification l'avait prévue. Sakai doit demander une extension du délai qui lui avait été accordé. Le gouverneur de Hong Kong Mark Aitchison Young se rend, avec toutes les forces britanniques, le 25 décembre 1941, après 18 jours de combat. La résistance non prévue des troupes britanniques a, selon certain historiens, occasionné une frustration chez Sakai qui aurait été à l'origine de l'extrême brutalité qui a caractérisé l'occupation subséquente.
Sakai sert comme gouverneur japonais de Hong Kong jusqu'au 20 février 1942. On le rappelle au Japon et il prend sa retraite des services actifs en 1943.
Après la fin de la guerre, Sakai est accusé de crimes de guerre au tribunal militaire des crimes de guerre chinois du ministère de la Défense nationale à Nankin. il est condamné à mort le 27 août 1946. Sakai est exécuté par peloton d'exécution le 20 septembre.